# Кореница
Кореница је градић у источној Лици и сједиште општине Плитвичка Језера, Република Хрватска. За време Југославије, од 1945. до 1991, односно 1997. године мјесто се звало Титова Кореница по југословенском председнику Јосипу Брозу Титу.

## Географија
Насеље Кореница се налази испод планинског ланца Личке Пљешевице у крају под називом Бијело поље.
Кореница је од Госпића удаљена 44 км, а од Удбине око 30 км.

## Историја
Кореница је настала и развила се подно средњовјековног утврђења Мрсињ, која је неко вријеме био сједиште Крбавске бискупије. Велика предратна општина Кореница (раније Титова Кореница) подијељена је у двије општине (Плитвичка Језера и Удбина).

### Други свјетски рат
Крајем маја 1941. године хрватске усташке власти су покренуле све Србе из села око Плитвичких језера и протерале их у Двор и у Босну, "са мотивацијом да на Плитвичким језерима и околици, као хрватском купалишном месту, не смје бити ниједног Србина". Њихове куће домаћи Хрвати су прво опљачкали па онда већину спалили. Сви ови Срби исељени су по наредби великог жупана у Бихаћу Љубомира Кватерника. Међутим после три месеца, када је италијанска војска запосела Лику, ови су се Срби вратили на згаришта својих домова. Прота Богуновић Никола, парох у Притоци, као очевидац каже да су месеца јуна 1941. протеране све српске породице из цијеле општине Плитвичких Језера. Све што су имали од покретне имовине остало је у кућама. "Једне кишне ноћи сав тај народ, праћен наоружаним усташама, превезен је на реквирираним колима околних села непосредно испред мог парохијског стана у Притоци. Поворка кола трајала је три часа. Сав овај народ избачен је и остављен по селима од Босанског Петровца до Дрвара".

### Република Српска Крајина
Кореница се од распада Југославије до августа 1995. године налазила у Републици Српској Крајини. Током агресије на РСК августа 1995. године хрватска војска заузела је Кореницу, протерујући већинско српско становништво. Место потом насељавају Хрвати, углавном из Босне и Херцеговине, чиме се изменила етничка структура.

## Култура
У Кореници је сједиште истоимене парохије Српске православне цркве. Парохија Кореница припада Архијерејском намјесништву личком у саставу Епархије Горњокарловачке. У Кореници је постојао храм Српске православне цркве Св. Архангела Михаила и Гаврила, који је спаљен 1943. године. Тада је уништена архива и драгоцјености. Парохију сачињавају: Врановача, Врпиле, Понори, Оравац, Шегановац, Михаљевац, Јасиковац, Градина и Келебовац.

## Становништво

### Општина
Велика предратна општина Кореница (раније Титова Кореница), по попису из 1991. године имала је 11.393 становника, а национални састав био је сљедећи:
- Срби — 8.585 (75,35%)
- Хрвати — 1.996 (17,51%)
- остали — 812 (7,14%)

### Насеље
Према попису становништва из 2001. године, Кореница је имала 1.570 становника, углавном запослених у Националном парку Плитвичка Језера. Према попису становништва из 2011. године, насеље Кореница је имало 1.766 становника.
| Националност       | 1991. | 1981. | 1971. | 1961. |
| Срби               | 1.519 | 1.113 | 767   |       |
| Југословени        | 84    | 115   | 12    |       |
| Хрвати             | 49    | 54    | 42    |       |
| остали и непознато | 64    | 17    | 8     |       |
| Укупно             | 1.716 | 1.299 | 829   | '     |

| Демографија | Демографија | Демографија |
| Година      | Становника  | Становника  |
| ----------- | ----------- | ----------- |
| 1971.       | 829         |             |
| 1981.       | 1.299       |             |
| 1991.       | 1.716       |             |
| 2001.       | 1.570       |             |
| 2011.       |             | 1.766       |

## Попис 1991.
На попису становништва 1991. године, насељено место Кореница је имало 1.716 становника, следећег националног састава:
| Попис 1991.‍        | Попис 1991.‍        | Попис 1991.‍ | Попис 1991.‍ | Попис 1991.‍ |
| ------------------ | ------------------ | ----------- | ----------- | ----------- |
|                    |                    |             |             |             |
| Срби               | Срби               |             | 1.519       | 88,51%      |
| Југословени        | Југословени        |             | 84          | 4,89%       |
| Хрвати             | Хрвати             |             | 49          | 2,85%       |
| Албанци            | Албанци            |             | 4           | 0,23%       |
| Муслимани          | Муслимани          |             | 3           | 0,17%       |
| Италијани          | Италијани          |             | 2           | 0,11%       |
| Мађари             | Мађари             |             | 2           | 0,11%       |
| неопредељени       | неопредељени       |             | 15          | 0,87%       |
| остали и непознато | остали и непознато |             | 38          | 2,19%       |
| укупно: 1.716      |                    |             |             |             |